# Amazonas, o maior rio do mundo
«Amazonas, o maior rio do mundo» (дословно c порт. — «Амазонка: самая большая река в мире») — бразильский черно-белый, немой документальный фильм 1922 года, производство которого в 1918 году начал режиссёр Сильвино Сантос. Фильм показывает жизнь в тропических лесах Амазонки. Фильм считается одним из старейших кинематографических изображений Амазонки. Он считался утерянным с 1931 году, но был обнаружен в 2023 году в Чешском киноархиве.
Сильвино Сантос снимал эту работу в течение трёх лет (съёмки завершились в 1920), используя сложные кинематографические приёмы, благодаря чему Le Monde сочла её «огромной художественной ценностью». The Guardian назвала картину «Святым Граалем бразильского немого кино».

## Сюжет
«Amazonas, o maior rio do mundo» показывает самую большую реку в мире — Амазонку, а также жизнь в её тропических лесах. В фильме продемонстрированы богатство флоры и фауны Амазонки, а также повседневная жизнь и ритуалы коренного населения в регионах, где протекает река Амазонка. В фильме показана экономическая эксплуатация региона местными элитами, в частности добыча латекса, ловля ламантинов и других рыб, а также сбор и переработка бразильских орехов, сахарного тростника, какао и хлопка, наряду с животноводством и лесной промышленностью. В фильме подробно описываются процессы добычи и переработки этих продуктов.
Картина демонстрирует экзотических животных, обитающие в регионе, включая кайманов, ягуаров, крабов, черепах, птиц и бабочек. Также были засняты коренные народы, такие как, например, паринтинтин. Были показаны их родовые записи, обычаи и ритуалы: наскальные надписи и рисунки, использование маниоки в качестве основного продукта питания, мастерство выращивания тыкв и изготовления гамаков, а также чествование женщин в этих общинах. Также в пример можно привести изображение обычаев и образа жизни народа Уитото, в частности комментарии в интертитрах, о ношении брюк среди молодёжи племени.

## Производство

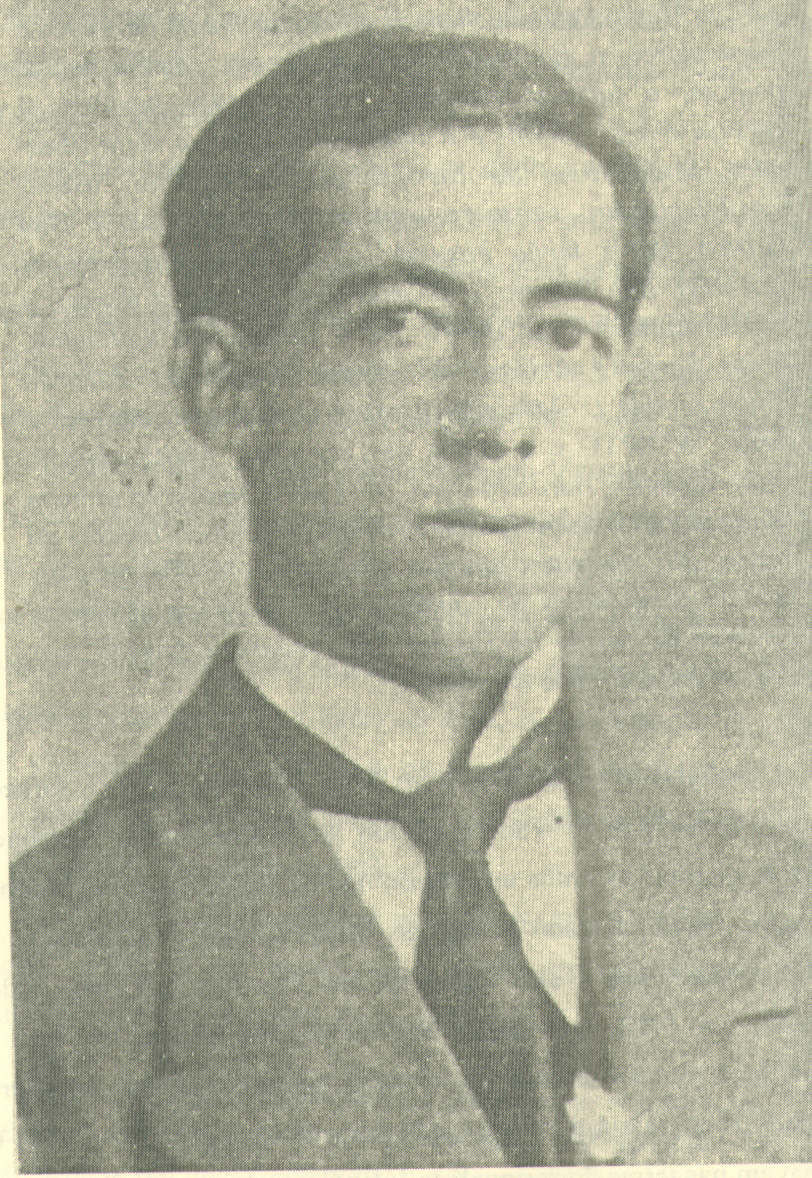
Сильвино Сантос

В 1917 году  Сильвино Сантос основал кинокомпанию Amazônia Cine-Film при поддержке правительства штата Амазонас и в сотрудничестве с амазонским торговцем Мануэлем Гонсалвешем. В следующем году при поддержке предпринимателя Авелино Кардосо, Сантос начал съёмки «Amazonas, o maior rio do mundo» в городе Манаус. Фильм также снимался в штатах Амазонас и Пара, а также в городах Икитос и Путумайо в Перу. Съёмки завершились в июне 1920 года. В фильме не так много времени уделяется коренным народам, как в работах другого режиссёра, современника Сантоса, бывшего военного офицера Луиса Томаса Рейса (Сантоса сравнивали с Рейсом).
Фильм финансировался бизнесменами из Манауса с намерением продвигать богатства Амазонии, такие как каучук, древесина и бразильские орехи для европейских инвесторов. Сантос лично занимался монтажом и проявкой негативов в лаборатории, расположенной в Манаусе. Фильм стал первым среди бразильскимх, в котором использовались негативы Kodak и полностью металлическая камера, произведённая американской маркой Bell & Howell.
Предыдущий фильм Сантоса был снят на реке Путумайо в Перу и утерян в результате кораблекрушения.

## Утрата и обнаружение
По окончании съёмок у Сантоса в результате было 6000 метров негативов отснятого материала. После завершения производства фильма Сильвино Сантос получил предложение от Проперсио Сарайвы, зятя Авелино Кардосо. Сарайва пообещал привезти негативы фильма в Лондон, где он создаст версии с титрами на нескольких языках, что позволит распространять их нелегальными копиями по всей Европе. Однако Проперсио продал материал кинокомпании Gaumont, назвав себя режиссёром фильма. Из-за того что Сарайва так и не вернулся, Сантос оказался в серьёзно затруднённом финансовом положении. Картина под новым названием «Чудеса Амазонки» (англ. The Wonders of the Amazon) распространялась в Европе, пока не была признана утерянной в 1931 году. До обнаружения в 2023 году фильм, считался утерянным, сохранились только его фрагменты. Эти фрагменты были повторно использованы в других фильмах Сантоса. Фильм был мало изучен и лишь с помощью историографии.
Фильм был обнаружен в 2023 году в Чешском киноархиве, расположенном в Праге. В феврале 2023 года Чешский киноархив связался с Джеем Вайсбергом, директором фестиваля немого кино в Порденоне, и предоставил ему цифровую копию, сделанную в 1981 году с ныне утерянной нитратной плёнки. Фильм был подписан ка «Чудеса Амазонки», ошибочно определён как американский и был датирован 1925 годом. Вайсберг предположил, что фильм был старше, чем было обозначено, и обратился к Савио Луису Стоко, профессору Федерального университета штата Пара и эксперту по творчеству Сильвино Сантоса, чтобы проверить происхождение фильма.
Цифровая копия была изучена Cinemateca Brasileira, которая подтвердила теорию о том, что это действительно фильм Сильвино Сантоса. Титры были переведены на португальский язык, а саундтрек был написан Луисом Энрике Ксавьером, флейтистом и профессором композиции, теории и анализа на музыкальном факультете Университета Кампинаса. Фильм был дополнительно проанализировано итальянскими специалистами, и Стоко заявил: «Это по сути чудо. У нас не было ни малейшей надежды, что эта работа когда-нибудь будет найдена».

## Релиз
Фильм под названием «Чудеса Амазонки» впервые был показан в Лондоне 12 февраля 1922 года и в течение следующего десятилетия демонстрировался в Великобритании, Франции, Италии, Чехословакии и Испании. После обнаружения он был представлен 10 октября 2023 года на Фестивале немого кино в Порденоне. Премьера обновлённой версии фильма в Бразилии состоялась в Cinemateca Brasileira в Сан-Паулу 22 ноября 2023 года. Показы также прошли в кинотеатре Cinépolis в Жуан-Песоа 1 декабря, в Музее современного искусства Рио-де-Жанейро 7 декабря, в кинотеатре Cine Teatro São Luiz в Форталезе 22 декабря и в театре Амазонас в Манаусе 29 декабря. В сентябре 2024 года полный фильм стал доступен в Бразильской фильмотеке.